# Diana Kotnik Lavtižar
Diana Kotnik Lavtižar, slovenska modna oblikovalka, * 1974
Javnosti je poznana predvsem po unikatnih večernih oz. odrskih oblekah, ki jih nosijo znane Slovenke. Kariero modne oblikovalke je začela med študijem slikarstva.
Zaključila je Srednjo šolo za oblikovanje in fotografijo, smer modno oblikovanje. Iz slikarstva je diplomirala na Visoki šoli za slikanje in risanje v Ljubljani. Kot modna oblikovalka je sodelovala z znanimi slovenskimi tekstilnimi podjetji kot so Mura, M-club, Polzela.
Ustvarja kot samostojni podjetnik.

## Zmage na natečajih
- 2000 - Najlepša kreacija za Miss Slovenije 2000
- 2002 - Najlepša kreacija za Miss Slovenije 2002
- 2004 - Zlata bucika za Najlepšo maturantsko obleko leta 2004
- 2007 - Najlepša kreacija za Miss Universe Slovenije 2007